# François Barraud

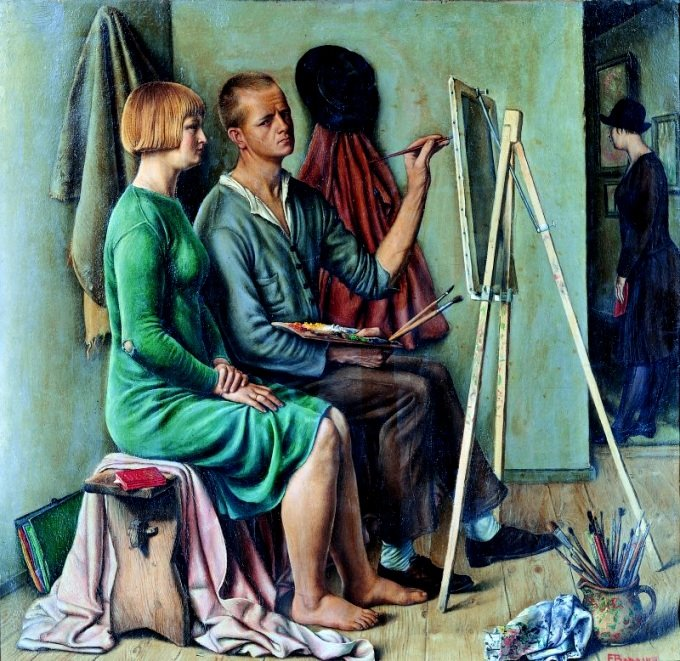
L’atelier des Entre-deux-Monts, 1928, Öl auf Leinwand, 56 × 58,5 cm

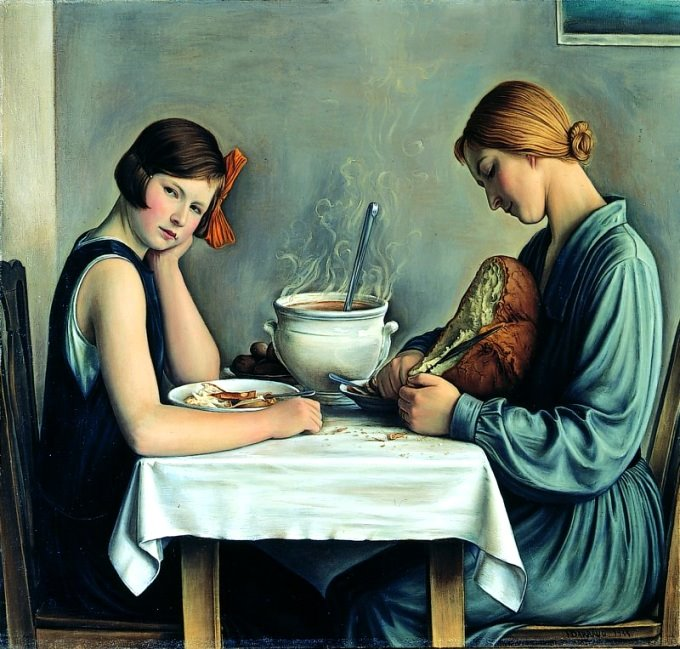
La Tailleuse de Soupe, 1933, Öl auf Leinwand, 87 × 92 cm

François Emile Barraud (* 24. November 1899 in La Chaux-de-Fonds; † 10. September 1934 in Genf) war ein Schweizer Maler und wird der Neuen Sachlichkeit zugeordnet.

## Biographie

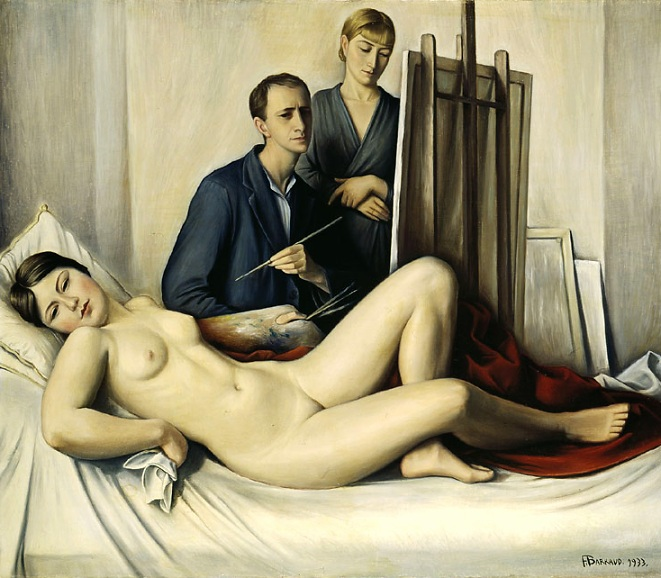
La séance de peinture, 1933, Öl auf Leinwand, 86,5 × 100 cm, Aargauer Kunsthaus, Aarau, Leihgabe der Werner Coninx Stiftung

François Barraud wuchs als Sohn eines Graveurs und einer Graveurin von Uhrengehäusen zusammen mit fünf Brüdern und einer Schwester, u. a. den späteren Malern Charles Barraud (* 1897), Aimé Barraud (* 1902) und Aurele Barraud (* 1903), auf. Nach dem Abschluss einer Lehre als Gipser und Maler besuchte er seit 1911 Abendkurse für Zeichnen und Modellieren an der École d’art appliqué in La Chaux-de-Fonds unter der Leitung von Charles L’Eplattenier. 1922 war er als Handwerker in Reims tätig. 1924 übersiedelte er nach Paris, um im Louvre zu studieren und wo er im selben Jahr heiratete. Es folgten Aufenthalte in Reims, Leysin, Vevey und La Chaux-de-Fonds, bis er sich 1931 in Genf niederliess, nachdem in der dortigen Galerie Moos eine erfolgreiche Ausstellung seiner Werke stattgefunden hatte. Sein durch schwere Krankheiten (wohl Tuberkulose) geprägtes kurzes Leben fand bereits drei Jahre später ein Ende.

## Kunst
Barraud beschränkte sich auf einen kleinen Kreis von Themen. Interessiert an der realen Welt schärfte er seinen Blick für das Unspektakuläre, das Alltägliche. Es sollten die Dinge in ihrer Einfachheit und Schönheit dargestellt werden. An die Stelle der künstlerischen Welterfindung trat der Respekt vor der Realität. Er schuf vornehmlich Bildnisse, darunter Selbstbildnisse sowie Doppelbildnisse von sich und seiner Frau, Aktdarstellungen, ferner Stillleben und vereinzelt Landschaften. In seiner Kunst orientierte sich Barraud an der sichtbaren Welt und wandte sich somit bewusst ab von der Formzertrümmerung der Expressionisten oder der anti-bürgerlichen Haltung der Dadaisten. Durch genaue Zeichnung und klare, glatt aufgetragene Farben erzielte er einen äussersten Grad von Realismus. Es entstanden nüchterne Kompositionen mit klarem Bildaufbau, sachlich-präzisen Personendarstellungen und oft symbolisch verschlüsseltem Hintergrund.